# Pawn Hearts
Pawn Hearts je čtvrté studiové album britské progresivní rockové skupiny Van der Graaf Generator. Jeho nahrávání probíhalo od července do září 1971 v Trident Studios v Londýně. Album produkoval John Anthony a vyšlo v říjnu 1971 u vydavatelství Charisma Records.

## Seznam skladeb
| Pořadí         | Název | Autor | Délka                                                   |
| -------------- | --- | --- | ------------------------------------------------------- |
| 1.             | Lemmings (Including Cog) | Peter Hammill | 11:37                                                   |
| 2.             | Theme One | George Martin | 2:55                                                    |
| 3.             | Man-Erg | Hammill | 10:20                                                   |
| 4.             | A Plague of Lighthouse Keepers“ 1. „Eyewitness“ 2. „Pictures/Lighthouse“ 3. „Eyewitness“ 4. „S.H.M.“ 5. „Presence of the Night“ 6. „Kosmos Tours“ 7. „(Custard's) Last Stand“ 8. „The Clot Thickens“ 9. „Land's End (Sineline)“ 10. „We Go Now | Hammill Hugh Banton, David Jackson Hammill Guy Evans Hammill Hammill, Banton, Evans, Jackson Hammill Jackson, Banton | 23:04 2:25 3:10 0:54 1:57 3:51 1:17 2:48 2:51 2:01 1:51 |
| Celková délka: | Celková délka: | Celková délka: | 45:08                                                   |

## Obsazení
- Peter Hammill – zpěv, akustická kytara, slide kytara, elektrické piano, klavír
- Hugh Banton – varhany Hammond a Farfisa, klavír, mellotron, syntezátory, basové pedály, basová kytara, zpěv
- Guy Evans – bicí, tympány, perkuse, klavír
- David Jackson – altsaxofon, tenorsaxofon, sopránsaxofon, flétna, zpěv
- Robert Fripp – elektrická kytara